# Gabriel (football, 1997)
Pour les articles homonymes, voir Gabriel.
Gabriel dos Santos Magalhães, dit Gabriel, né le 19 décembre 1997 à São Paulo au Brésil, est un footballeur international brésilien qui évolue au poste de défenseur à l'Arsenal FC.

## Biographie

### Carrière en club

#### Avaí FC
Gabriel commence sa carrière à l'Avaí FC à Florianópolis. Le 29 janvier 2016, il fait sa première apparition dans l'équipe professionnelle face au Grêmio Porto Alegre en Brasileirão. Il marque ce match en inscrivant son premier but pour Avaí à la 87e minute.

#### LOSC Lille

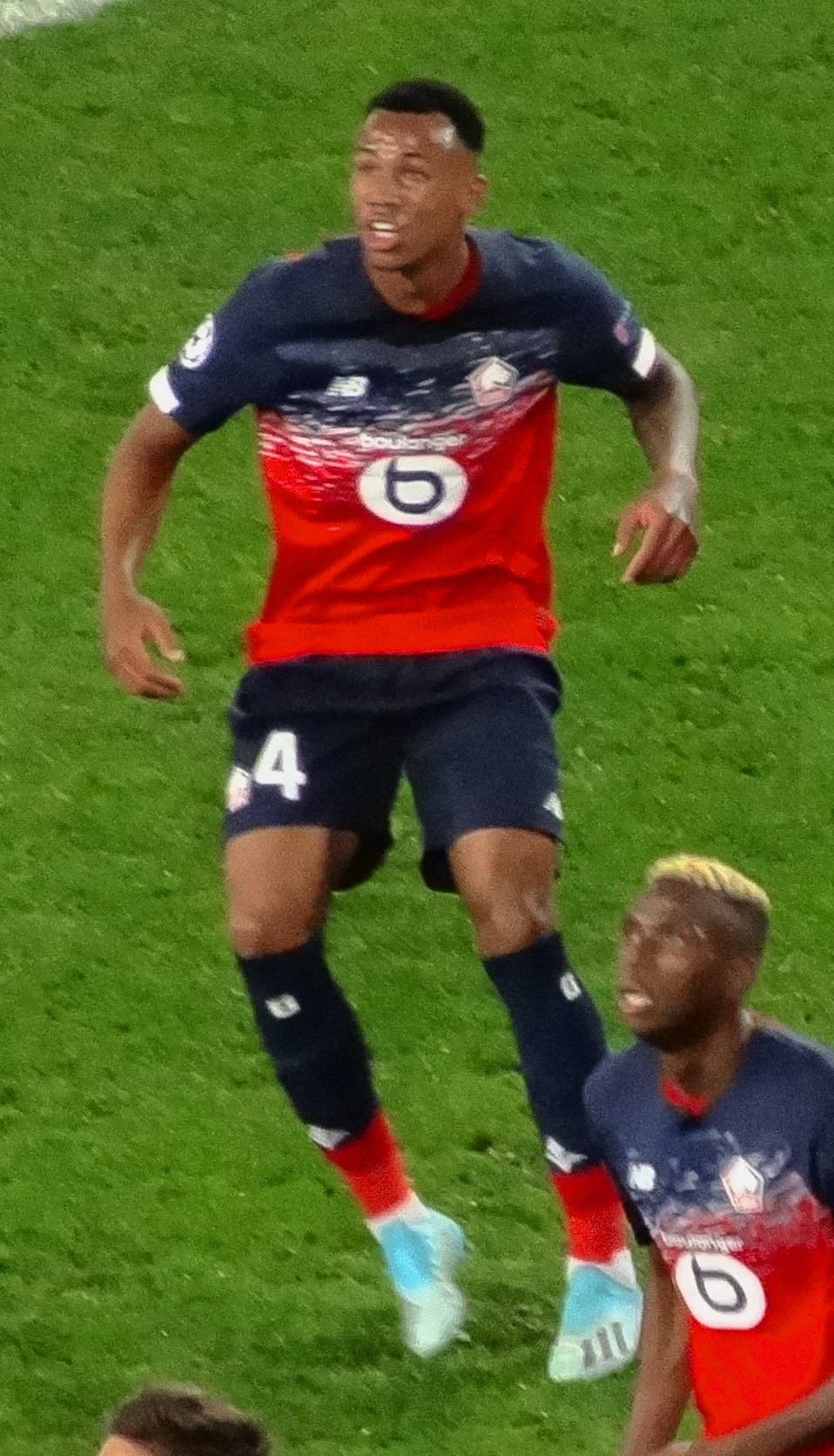
Gabriel avec le LOSC en octobre 2019.

Au début de 2017, Gabriel s'installe en France, à Lille. Il joue deux matchs avec la réserve du LOSC Lille en National 2. Le 22 avril 2017, lors du match contre l'En avant de Guingamp, il remplace Marko Baša à la 82e minute. Il fait donc sa première apparition en Ligue 1.
Gabriel est prêté à l'ESTAC Troyes pour la saison 2017-2018. Gabriel fait aussi quelques apparitions en réserve. Le 25 octobre 2017, il fait partie des titulaires face à l'Amiens SC en Coupe de la Ligue. Après quatre matchs sous le maillot troyen, son prêt est annulé et il retourne à Lille. En février 2018, Gabriel est une nouvelle fois prêté, cette fois au Dinamo Zagreb. Il ne joue qu'un seul match de championnat avec le club croate et remporte le championnat de Croatie en 2018. Il joue également dix matchs avec l'équipe réserve évoluant en deuxième division croate.
Lors de la saison 2018-2019, le défenseur brésilien reste à Lille en étant le remplaçant de la charnière composée du capitaine Adama Soumaoro et de l'expérimenté José Fonte. En février 2019, il profite de la blessure de Soumaoro pour être titulaire lors de plusieurs matchs. Il inscrit son premier but avec Lille lors de la réception du Paris Saint-Germain le 14 avril 2019.
Le 31 janvier 2020, devenu titulaire indiscutable de la défense lilloise, il prolonge son contrat jusqu'en 2023. C'est au cours de cette même saison, qu'il fait ses débuts en Ligue des champions.

#### Arsenal FC
Le 1er septembre 2020, Arsenal annonce la signature de Gabriel Magalhães pour un contrat à long terme. L'intérêt pour le Brésilien était apparemment élevé, avec plusieurs clubs prêts à égaler la valorisation fixée par le Lille OSC,. Gabriel a rejoint l'équipe pour une somme atteignant environ £27m après les bonus.

#### Saison 2020–21
Le 12 septembre, lors de la journée d'ouverture de la saison, Gabriel fait ses débuts pour Arsenal, marquant le deuxième but lors d'une victoire trois à zéro contre le Fulham FC à Craven Cottage. À la suite de sa performance lors de la victoire deux buts à un d'Arsenal contre West Ham United le 19 septembre 2020, Gabriel reçoit le prix du joueur du mois du club pour septembre. Il remporte de nouveau le prix en octobre après avoir participé à cinq des six matchs d'Arsenal dans le mois. L'entraîneur d'Arsenal, Mikel Arteta, a fait l'éloge des premières performances de Gabriel, disant "vous le déplacez de la France ici à un jeune âge, sans parler la langue, pour s'adapter à une nouvelle façon de jouer aussi... [mais] il l'a fait vraiment rapidement et montre également une grande mentalité."
Malgré la mauvaise forme d'Arsenal à la fin de 2020, Gabriel recoit son troisième prix de joueur du mois en décembre après ses performances lors de la victoire un but à zéro d'Arsenal contre Manchester United le 1er novembre et leur match nul et vierge contre Leeds United le 22 novembre. Le 29 novembre, Gabriel marque son premier but à l'Emirates lors de la défaite deux buts à un d'Arsenal contre Wolverhampton Wanderers. Gabriel reçoit son premier carton rouge sous les couleurs d'Arsenal le 16 décembre lors d'un match à domicile contre le Southampton FC, après avoir reçu deux cartons jaunes en l'espace de cinq minutes pour des fautes sur Che Adams et Theo Walcott.

#### Saison 2021–22
Lors de la saison 2021-2022, Gabriel ne manque que trois matchs de Premier League. Il marque son premier but de la saison lors d'une victoire deux buts à zéro contre Leicester City le 30 octobre 2021.
Le 1er janvier 2022, il est expulsé lors de la seconde mi-temps du match à domicile d'Arsenal contre Manchester City. Avec Arsenal réduit à dix hommes, Rodri a marqué le but de la victoire pour City dans les arrêts de jeu pour porter le score à deux buts à un.
Il marque l'unique but du match lorsque Arsenal bat Wolverhampton Wanderers au Molineux le 10 février, et a également marqué le but de la victoire contre West Ham lors d'une victoire deux buts à un au Stade de Londres le 1er mai. Gabriel termine la saison avec cinq buts en Premier League.

#### Saison 2022–23
Gabriel marque le but de la victoire contre Fulham en Premier League le 27 août 2022 après avoir commis une erreur qui avait permis à Aleksandar Mitrović d'ouvrir le score, mais son but à la 86e minute donne finalement à Arsenal les trois points dans une victoire deux buts à un,.
Le 21 octobre 2022, Arsenal annonce que Gabriel avait signé un nouveau contrat à long terme avec le club.
Il marque le seul but du match lors de la victoire d'Arsenal contre Chelsea à Stamford Bridge en novembre. Le 12 mars 2023, il marque de nouveau contre Fulham, inscrivant le premier but d'Arsenal dans leur victoire trois buts à zéro à Craven Cottage. C'était son troisième but en quatre matchs contre les Cottagers,.

#### Depuis 2023
Le 6 juin 2025, Gabriel prolonge son contrat avec Arsenal, sans que la durée de l'engagement ne soit précisée.

### En sélection nationale
En 2017, Gabriel est appelé par son sélectionneur pour participer au Championnat sud-américain U20.
En 2019, il est sélectionné pour participer aux qualifications des Jeux Olympiques avec l’Equipe Olympique du Brésil courant janvier 2020. Il n’y participera finalement pas pour cause d’échéances trop importantes avec son club.
Durant la coupe du monde 2022, Gabriel ne fut pas sélectionné. Le 10 mai 2024, il figure dans la liste des joueurs retenus par Dorival Júnior pour participer à la Copa América 2024.

## Statistiques

### En club
| Saison                | Club                  | Championnat           | Championnat | Championnat | Championnat | Coupe nationale | Coupe nationale | Coupe nationale | Coupe de la Ligue | Coupe de la Ligue | Coupe de la Ligue | Supercoupe | Supercoupe | Supercoupe | Compétition(s) continentale(s) | Compétition(s) continentale(s) | Compétition(s) continentale(s) | Compétition(s) continentale(s) | Ligue d’État | Ligue d’État | Ligue d’État | Total | Total | Total |
| Saison                | Club                  | Division              | M.          | B.          | P.d.        | M.              | B.              | P.d.            | M.                | B.                | P.d.              | M.         | B.         | P.d.       | Comp.                          | M.                             | B.                             | P.d.                           | M.           | B.           | P.d.         | M.    | B.    | P.d.  |
| 2016                  | Avaí FC               | Série B               | 21          | 1           | 0           | 4               | 0               | 0               | -                 | -                 | -                 | -          | -          | -          | -                              | -                              | -                              | -                              | 14           | 1            | 0            | 39    | 2     | 0     |
| 2016-2017             | LOSC Lille            | Ligue 1               | 1           | 0           | 0           | -               | -               | -               | -                 | -                 | -                 | -          | -          | -          | C3                             | -                              | -                              | -                              | -            | -            | -            | 1     | 0     | 0     |
| 2018-2019             | LOSC Lille            | Ligue 1               | 14          | 1           | 0           | 2               | 0               | 0               | 1                 | 0                 | 0                 | -          | -          | -          | -                              | -                              | -                              | -                              | -            | -            | -            | 17    | 1     | 0     |
| 2019-2020             | LOSC Lille            | Ligue 1               | 24          | 1           | 0           | 1               | 0               | 0               | 3                 | 0                 | 0                 | -          | -          | -          | C1                             | 6                              | 0                              | 0                              | -            | -            | -            | 34    | 1     | 0     |
| Sous-total            | Sous-total            | Sous-total            | 39          | 2           | 0           | 3               | 0               | 0               | 4                 | 0                 | 0                 | -          | -          | -          | -                              | 6                              | 0                              | 0                              | -            | -            | -            | 52    | 2     | 0     |
| 2017-2018             | ESTAC Troyes (prêt)   | Ligue 1               | 1           | 0           | 0           | 2               | 0               | 0               | 1                 | 0                 | 0                 | -          | -          | -          | -                              | -                              | -                              | -                              | -            | -            | -            | 4     | 0     | 0     |
| 2017-2018             | Dinamo Zagreb (prêt)  | 1. HNL                | 1           | 0           | 0           | -               | -               | -               | -                 | -                 | -                 | -          | -          | -          | C3                             | -                              | -                              | -                              | -            | -            | -            | 1     | 0     | 0     |
| 2020-2021             | Arsenal FC            | Premier League        | 23          | 2           | 0           | 1               | 0               | 0               | 2                 | 0                 | 0                 | -          | -          | -          | C3                             | 6                              | 1                              | 1                              | -            | -            | -            | 32    | 3     | 1     |
| 2021-2022             | Arsenal FC            | Premier League        | 35          | 5           | 0           | -               | -               | -               | 3                 | 0                 | 0                 | -          | -          | -          | -                              | -                              | -                              | -                              | -            | -            | -            | 38    | 5     | 0     |
| 2022-2023             | Arsenal FC            | Premier League        | 38          | 3           | 0           | 2               | 0               | 0               | 1                 | 0                 | 0                 | -          | -          | -          | C3                             | 7                              | 0                              | 0                              | -            | -            | -            | 48    | 3     | 0     |
| 2023-2024             | Arsenal FC            | Premier League        | 36          | 4           | 0           | 1               | 0               | 0               | 2                 | 0                 | 0                 | 1          | 0          | 0          | C1                             | 10                             | 0                              | 0                              | -            | -            | -            | 50    | 4     | 0     |
| 2024-2025             | Arsenal FC            | Premier League        | 28          | 3           | 1           | 1               | 1               | 0               | 4                 | 0                 | 0                 | -          | -          | -          | C1                             | 9                              | 1                              | 0                              | -            | -            | -            | 42    | 5     | 1     |
| 2025-2026             | Arsenal FC            | Premier League        | 1           | 0           | 0           | 0               | 0               | 0               | 0                 | 0                 | 0                 | -          | -          | -          | C1                             | 0                              | 0                              | 0                              | -            | -            | -            | 1     | 0     | 0     |
| Sous-total            | Sous-total            | Sous-total            | 161         | 17          | 1           | 5               | 1               | 0               | 12                | 0                 | 0                 | 1          | 0          | 0          | -                              | 32                             | 2                              | 1                              | -            | -            | -            | 211   | 20    | 2     |
| Total sur la carrière | Total sur la carrière | Total sur la carrière | 223         | 20          | 1           | 14              | 1               | 0               | 17                | 0                 | 0                 | 1          | 0          | 0          | -                              | 38                             | 2                              | 1                              | 14           | 1            | 0            | 307   | 24    | 2     |

### En sélection nationale
| Saison                | Sélection             | Phases finales        | Phases finales | Phases finales | Phases finales | Éliminatoires CDM | Éliminatoires CDM | Éliminatoires CDM | Matchs amicaux | Matchs amicaux | Matchs amicaux | Total | Total | Total |
| Saison                | Sélection             | Compétition           | M              | B              | Pd             | M                 | B                 | Pd                | M              | B              | Pd             | M     | B     | Pd    |
| --------------------- | --------------------- | --------------------- | -------------- | -------------- | -------------- | ----------------- | ----------------- | ----------------- | -------------- | -------------- | -------------- | ----- | ----- | ----- |
| 2021-2022             | Brésil                | -                     | -              | -              | -              | 0                 | 0                 | 0                 | -              | -              | -              | 0     | 0     | 0     |
| 2023-2024             | Brésil                | Copa América 2024     | 1              | 0              | 0              | 6                 | 1                 | 0                 | 0              | 0              | 0              | 7     | 1     | 0     |
| 2024-2025             | Brésil                | -                     | -              | -              | -              | 7                 | 0                 | 0                 | -              | -              | -              | 7     | 0     | 0     |
| Total sur la carrière | Total sur la carrière | Total sur la carrière | 1              | 0              | 0              | 13                | 1                 | 0                 | 0              | 0              | 0              | 14    | 1     | 0     |

## Palmarès

### En club
| Dinamo Zagreb (1)                          | LOSC Lille                                       | Arsenal FC (1)                                                                                                |
| ------------------------------------------ | ------------------------------------------------ | --- |
| - Champion de Croatie : - Champion : 2018. | - Championnat de France : - Vice-champion : 2019 | - Championnat d'Angleterre : - Vice-champion : 2023, 2024 et 2025 - Community Shield (1) : - Vainqueur : 2023 |

## Vie personnelle
En septembre 2021, Gabriel a annoncé ses fiançailles avec sa petite amie Gabrielle Figueiredo. Leur premier enfant, une fille prénommée Maya, est née en avril 2022.